# 环广西公路自行车世巡赛
环广西公路自行车世巡赛（简称环广西），官方全称为格力-环广西公路自行车世界巡回赛，是一年一度的职业公路自行车赛，在中华人民共和国广西壮族自治区举行。环广西包含男子赛事和女子赛事。其中男子赛事为6日的多赛段赛，隶属于最高级别的UCI世界巡回赛；女子赛事为单日赛，自第2届起亦隶属于UCI世界巡回赛。
环广西是中国的第二个世巡赛，环北京自行车赛曾于2011年至2014年举办。

## 历史
2016年12月1日， 国际自行车联盟、万达集团和广西壮族自治区人民政府在北京签署协议，国际自行车联盟授权广西世巡赛为顶级赛事，由地方政府和中国万达集团自2017年10月起共同举办。
首届环广西世巡赛于10月19日举行，共有18支UCI认证车队参加，为2017年UCI世界巡回赛的最后一站。2020—2022年因COVID-19疫情暂停，2023年赛事重启。

## 历届总冠军
| 年度              | 国籍   | 姓名        | 车队          |
| ----------------- | ------ | ----------- | ------------- |
| 2017              | 比利时 | 蒂姆·韦伦斯 | 乐透-速的奥   |
| 2018              | 義大利 | 詹尼·莫斯孔 | 天空          |
| 2019              | 西班牙 | 恩里克·马斯 | 德科尼克-快步 |
| 因COVID-19停办3年 |        |             |               |
| 2023              | 荷蘭   | 米兰·维德   | 珍宝-维斯玛   |